# Augustinus Rotundus
Augustinus Rotundus (polnisch: Augustyn Rotundus, litauisch: Augustinas Rotundas; 1520–1582) war ein christlicher und Renaissance-Humanist, Gelehrter, Jurist, politischer Schriftsteller, erster Historiker und Apologet Litauens. Rotundus bekleidete das Amt des Advocatus von Vilnius, des Generalsekretärs des Großherzogs und Königs Sigismund II. August und des Ältesten von Stakliškės. Nach seiner Nobilitation zur Szlachta nahm Rotundus den Nachnamen Mieleski oder Milewski an.